# ルイーゼ・フォン・エスターライヒ＝トスカーナ
ルイーゼ・フォン・エスターライヒ＝トスカーナ（ドイツ語: Luise von Österreich-Toskana, 1870年12月2日 - 1947年3月23日）は、イタリアの旧トスカーナ大公国の統治者ハプスブルク＝トスカーナ家出身の大公女で、のちに最後のザクセン王となるフリードリヒ・アウグスト3世の妃。夫が即位する前年に離婚したため、王妃にはならなかった。

## 生涯
ルイーゼは故国を追われたトスカーナ大公フェルディナンド4世とその2番目の妻のブルボン＝パルマ公女アリーチェの娘として生まれた。全名はルイーゼ・アントイネッテ・マリア・テレジア・ヨーゼファ・ヨハンナ・レオポルディーネ・カロリーネ・フェルディナンデ・アリーツェ・エルネスティーネ（Luise Antoinette Maria Theresia Josepha Johanna Leopoldine Caroline Ferdinande Alice Ernestine）。「オーストリアの皇女にして大公女、ハンガリーおよびボヘミアの王女、トスカーナ大公女（Kaiserliche Prinzessin und Erzherzogin von Österreich, Königliche Prinzessin von Ungarn und Böhmen, Prinzessin von Toskana）」の称号を有した。
ルイーゼは1891年11月21日、ウィーンでザクセン王太子フリードリヒ・アウグストと結婚し、間に7人の子女をもうけた。ルイーゼは嫁ぎ先のザクセン王国では国民に非常に人気があったが、儀礼作法を弁えていないことを舅のザクセン王ゲオルクに責められるようになった。
1902年12月9日、舅のゲオルク王にゾンネシュタイン精神病院に監禁して一生出られないようにしてやる、と脅迫されたルイーゼは、兄レオポルトの手助けでドレスデン宮廷を出奔した。ルイーゼは既に生まれていた6人の子供たちは置いてきたものの、7番目の子供アンナを妊娠していた。ルイーゼはその後しばらく、自分の子供たちの家庭教師だったフランス人アンドレ・ジロンと一緒に暮らしていたため、アンナの本当の父親はジロンだと言われている。
1903年2月11日、ゲオルク王が出した布告により、ルイーゼとフリードリヒ・アウグスト王太子の婚姻は解消された。ルイーゼの属するハプスブルク＝ロートリンゲン家の家長であるオーストリア皇帝フランツ・ヨーゼフ1世は、ルイーゼの民事の離婚を承認しなかった。
1907年9月25日、ルイーゼはロンドンで、『嘆きのセレナータ』で知られるイタリア人音楽家エンリコ・トセッリと再婚し、間に息子を1人もうけたが、1912年には離婚した。ルイーゼは再婚後まもなく、フランツ・ヨーゼフ1世皇帝によってオーストリア皇族としての身分と称号を剥奪された。父フェルディナンド4世は旧トスカーナ大公国の主権者としての権限を行使して、ルイーゼをモンティニョーゾ伯爵夫人に叙した。ルイーゼが出奔後に産んだ末娘のアンナは、ドレスデンに送られて兄弟たちと一緒に暮らすことになり、ザクセン王家の一員として認められた。
1911年、ルイーゼは沈黙を破って回想録を出版し、ゲオルク王とその側近のザクセン人政治家たちに攻撃されて出奔したことを明らかにした。ルイーゼの主張によれば、ゲオルク王の側近の政治家たちは、ルイーゼが王妃になれば自分たちが官職から追われることを恐れ、王を動かしてルイーゼを追い落としたという。
1918年にハプスブルク家がオーストリア＝ハンガリー帝国の支配者家門の座を追われると、ルイーゼは父に授けられた称号でない「ディセット伯爵夫人」を称するようになった。最初の夫フリードリヒ・アウグスト3世もやはり1918年に王位を追われた。フリードリヒ・アウグスト3世はカトリック教会の宗教婚の見地からはルイーゼと離婚していないと考えていたため、再婚することはなかった。ルイーゼは1947年にブリュッセルで死去した。

## 子女
最初の夫フリードリヒ・アウグスト3世との間に7人の子女をもうけた。このうち、長男のゲオルクと次男のフリードリヒ・クリスティアンは同年生まれであるが双子ではなく、前者が1月生まれ、後者が12月生まれである。
- フリードリヒ・アウグスト・ゲオルク・フェルディナント・アルブレヒト・カール・アントン・パウル・マルツェルス （1893年 - 1943年） - 王太子
- フリードリヒ・クリスティアン・アルベルト・レオポルト・アンノ・ジルフェスター・マカリウス （1893年 - 1968年） - ザクセン王家家長
- エルンスト・ハインリヒ・フェルディナント・フランツ・ヨーゼフ・オットー・マリア・メルキアデス （1896年 - 1971年）
- マリア・アリックス・カロラ （1898年）
- マルガレーテ・カロラ・ヴィルヘルミーネ・ヴィクトリア・アーデルハイト・アルベルティーネ・ペトルザ・ベルトラン・パウラ （1900年 - 1962年） - ホーエンツォレルン＝ジグマリンゲン侯フリードリヒ妃
- マリア・アリックス・ルイトポルダ・アンナ・ヘンリエッテ・ゲルマナ・アグネス・ダミアナ・ミヒャエラ （1901年 - 1990年） - ホーエンツォレルン＝ジグマリンゲン侯子フランツ・ヨーゼフ妃
- アンナ・モニカ・ピア （1903年 - 1976年） - オーストリア大公ヨーゼフ・フランツ妃

2番目の夫エンリコ・トセッリとの間には息子を1人もうけた。
- カルロ・エマヌエーレ・トセッリ（1908年 - 1969年）